# Bloedbad van Chodzjali
Het bloedbad van Chodzjali, is de benaming voor de gebeurtenis waarbij Azerbeidzjaanse burgers op 26 februari 1992 omkwamen in het stadje Chodzjali. Zowel volgens Azerbeidzjaanse zijde als volgens Human Rights Watch en andere internationale organisaties is de slachting gepleegd door Armeense troepen, naar verluidt met assistentie van het 366ste Russische gemotoriseerde regiment. Het dodental is volgens de Azerbeidzjaanse autoriteiten 613 burgers, waaronder 106 vrouwen en 83 kinderen. Een rapport van Human Rights Watch schat het aantal omgekomen burgers op "ten minste 161".
Door de Azerbeidzjanen en de Azerbeidzjaanse overheid wordt de gebeurtenis ook wel de Chodzjali-genocide of de Chodzjali-tragedie genoemd. Armeense bronnen spreken van de Slag om Chodzjali of de Chodzjali-gebeurtenis.
Het bloedbad van Chodzjali was een van de wreedheden die begaan werden tijdens de Oorlog in Nagorno-Karabach, voorafgegaan met de pogroms op etnische Armeniërs in de Azerbeidzjaanse steden Bakoe, Gəncə (Kirovabad) en Soemgait in 1988 en 1989. Gedurende het conflict werden zowel Armeniërs als Azerbeidzjanen het slachtoffer van pogroms en etnische zuiveringen, die vele doden en grote vluchtelingenstromen tot gevolg hadden.

## Achtergrond

Het rayon Chodzjali (donkergroen) op de kaart van Azerbeidzjan. De voormalige Nagorno-Karabachse Autonome Oblast is lichtgroen aangegeven.

Chodzjali was bij het aanbreken van de oorlog in Nagorno-Karabach in 1988 een dorp met circa 2.000 inwoners, dat in Askeran, de centrale provincie van Nagorno-Karabach, lag. De Azerbeidzjaanse regering bevolkte echter het dorp in een korte periode met ca 4.000 Azerbeidzjanen, die recentelijk uit Armenië en Centraal-Azië naar Azerbeidzjan waren gevlucht zodat het inwoneraantal in 1991 opliep tot 6.000. In april 1990 kreeg Chodzjali officieel de status van een stad en werd de provinciale hoofdstad. Bovendien doopte de Azerbeidzjaanse regering de provincie Askeran om tot het rayon Chodzjali.
Het stadje Chodzjali bevond zich op de weg tussen Stepanakert en de Azerbeidzjaanse stad Ağdam en had de enige luchthaven van het gebied. Tijdens de oorlog werd Chodzjali gebruikt als basis voor Azerbeidzjaanse troepen om de hoofdstad Stepanakert en andere Armeense steden en dorpen in Nagorno-Karabach te beschieten. Volgens Human Rights Watch terroriseerden de "lukrake" bombardementen en sluipschutters vanuit Chodzjali hoofdzakelijk de civiele bevolking van Nagorno-Karabach, ze vermoordden of verminkten honderden burgers, vernietigden huizen, ziekenhuizen en andere niet legitieme militaire doelwitten.
In oktober 1991 sloten troepen van het Verdedigingsleger van Nagorno-Karabach de weg tussen Chodzjali en Agdam af, zodat de plaats alleen nog per helikopter te bereiken was. De plaats werd verdedigd door ongeveer 160 lichtbewapende lokale OMON-troepen onder leiding van Alif Hajiev. Voor de aanval had de plaats reeds een aantal maanden geen gas en elektriciteit meer.

## Het bloedbad
Volgens Human Rights Watch begon de tragedie toen "een grote kolonne inwoners, vergezeld door een paar dozijn terugtrekkende vechters, de stad ontvluchtte toen deze in handen viel van Armeense troepen. Toen ze de grens met Azerbeidzjan bereikten, kwamen ze voorbij een Armeense militaire post en werden ze gruwelijk beschoten".
De Armeense zijde stelt dat het doden een resultaat was van militaire oorlogsoperaties en gedeeltelijk werd veroorzaakt door het tegenhouden van de evacuatie van de inwoners van de stad door Azerbeidzjaanse troepen. Armeense overheidsfunctionarissen dachten dat de telling van de slachtoffers, hoewel hoog, het resultaat was van de vermenging van vluchtende burgers uit Chodzjali met de zich terugtrekkende verdedigers en dat toen de Azerbeidzjaanse troepen terugschoten, Armeense troepen op hen vuurden, waarbij zowel strijders als burgers werden gedood. De Armeense zijde stelt verder dat enkele tientallen verdedigers van het stadje, alsmede enkele burgers, maar minder dan 15, de dood vonden tijdens de gevechtshandelingen en niet werden uitgemoord, zoals de Azerbeidzjaanse zijde beweert. Ook stellen de Armenen dat velen die via de humanitaire corridor konden vluchten, door Azerbeidzjaanse troepen werden gedood terwijl ze richting Agdam vluchtten, naar verluidt om politieke redenen.
Helsinki Watch concludeerde "dat de milities, die nog steeds in uniform waren, en waarvan sommigen nog steeds hun wapens droegen, werden verstrooid met de burgermassa." Human Rights Watch en Memorial vonden deze uitleg echter niet overtuigend en verklaarden dat het massaal afschieten van burgers onder geen enkele omstandigheid kon worden gerechtvaardigd. Human Rights Watch merkte op dat "de aanvallende partij [de Karabachse Armeense troepen] is nog steeds verplicht om voorzorgsmaatregelen te nemen om burgerslachtoffers te vermijden of te minimaliseren. In het bijzonder moet de partij een aanval uitstellen wanneer het duidelijk wordt dat de aanval burgerslachtoffers kan veroorzaken die excessief zijn in relatie tot het concrete en directe militaire voordeel dat was voorzien."
De Armeense zijde verwees vaak naar het interview van Ajaz Moetalibov om te claimen dat het bloedbad niet door Armeense troepen werd veroorzaakt, maar door militanten van het Azerbeidzjaanse Volksfront die op hun eigen burgers zouden hebben geschoten die ontsnapten door de corridor. In een van zijn interviews stelde Moetalibov dat de gebeurtenis een plot zou kunnen zijn van de oppositie om zijn regering te denigreren. Tijdens latere interviews veroordeelde Moetalibov de Armenen echter weer voor, wat hij zei, het misinterpreteren van zijn woorden. Andere theorieën die werden aangedragen van Armeense zijde waren dat soldaten van het Azerbeidzjaanse Volksfront 100 Azerbeidzjaanse en Armeense burgers hadden gedood en daarna de lichamen hadden verwisseld en de schuld bij de Armenen hadden gelegd.
Deze uitleg wordt echter wijd betwist. Zo stelde onder andere de uitvoerend directeur van Human Rights Watch: "we leggen de directe verantwoordelijkheid voor de burgerdoden bij de Karabachse Armeense troepen. Inderdaad, noch ons rapport noch dat van Memorial bevat enig bewijs om het argument te ondersteunen dat Azerbeidzjaanse troepen de vlucht belemmerden van of vuurden op Azerbeidzjaanse burgers".
Tegelijkertijd erkenden sommige Armeense bronnen dat de schuld bij de Armeense zijde lag. Volgens Markar Melkonian, de broer van de Armeense militaire leider Monte Melkonian, "was Chodzjali een strategisch doel, maar was het ook een wraakactie." De dag van het bloedbad in Chodzjali had een speciale betekenis: het was in de voorbereidingstijd op de vierde herdenking van de anti-Armeense pogrom in de stad Soemgait, het Bloedbad van Soemgait. Melkonian noemt met name de rol van de strijders van twee Armeense militaire detachementen, Arabo en Aramo genoemd, die vele Azerbeidzjaanse burgers doodstaken.
Volgens Serge Sarkisian, die lange tijd Minister van Defensie en Voorzitter van de Veiligheidsraad van Armenië was, werd er veel "overdreven” bij de dodenaantallen en hadden de vluchtende Azerbeidzjanen gewapende tegenstand geleverd. Tegelijkertijd stelde hij: “Vóór Chodzjali dachten de Azerbeidzjanen dat ze met ons speelden. Ze dachten dat de Armenen mensen waren die hun hand niet durfden op te heffen naar de burgerbevolking. We waren in staat dit [stereotype] te breken. En dat is wat er is gebeurd. En we zouden ook moeten bedenken dat onder die jongens mensen waren die Bakoe en Soemgait hadden ontvlucht".

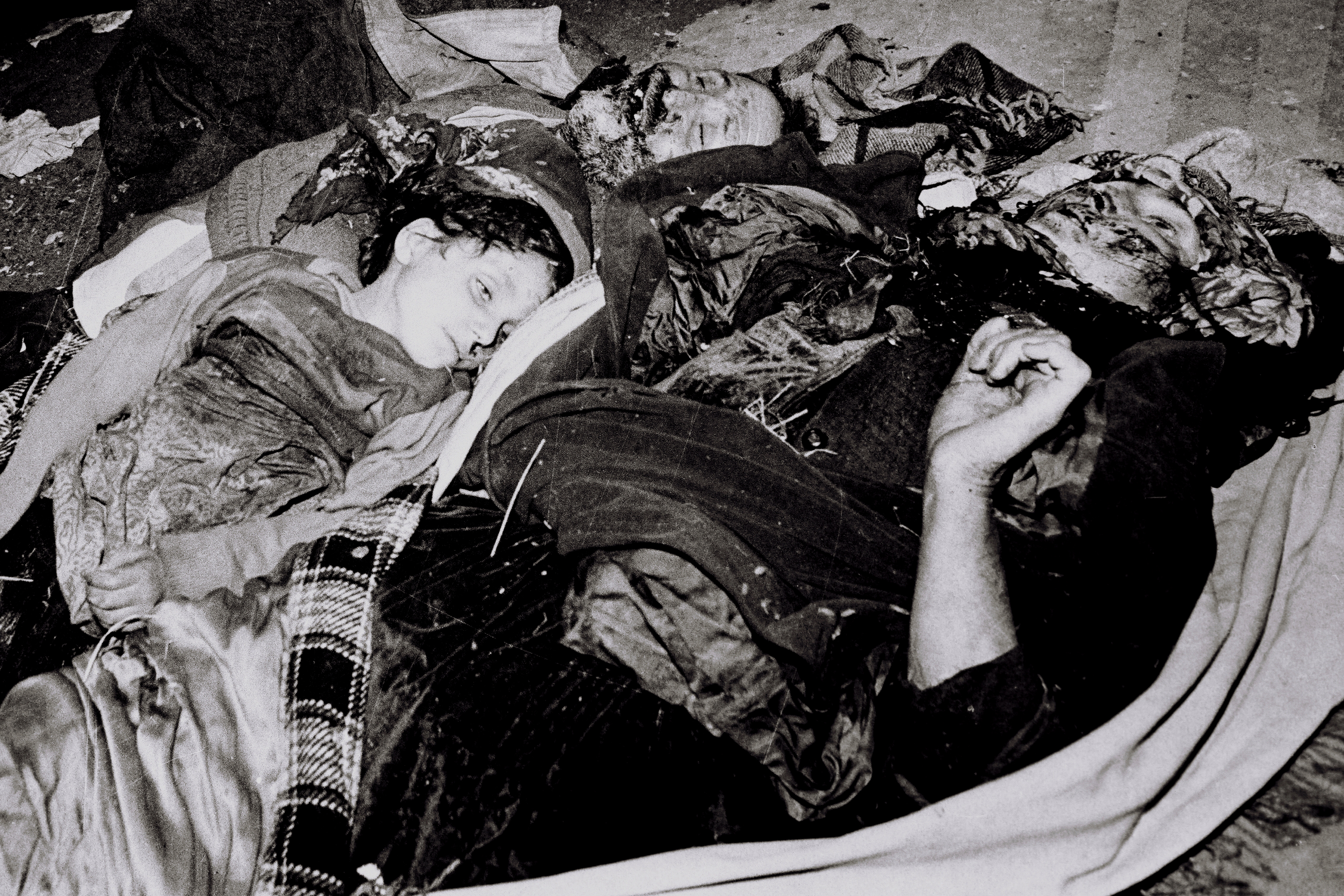
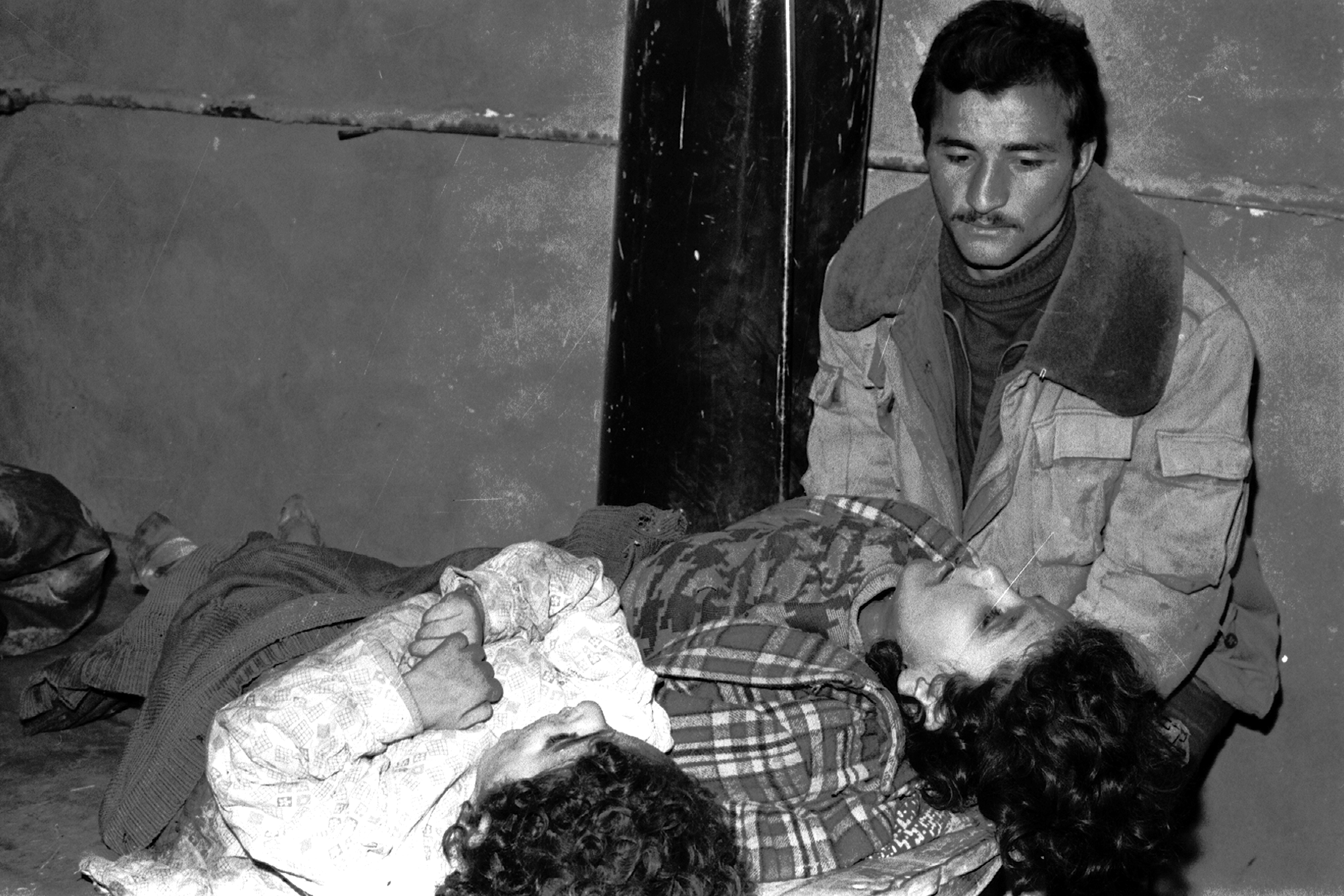
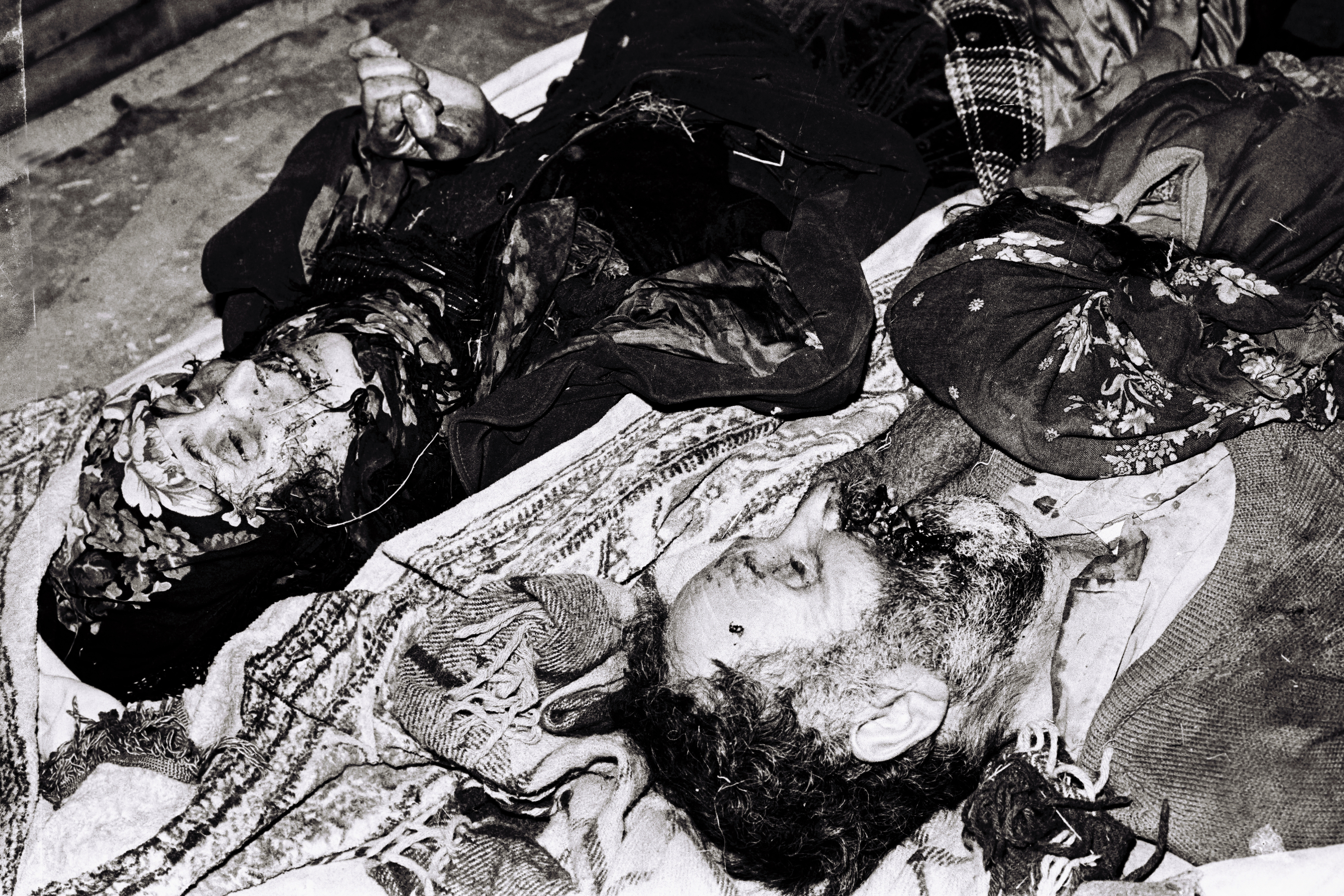
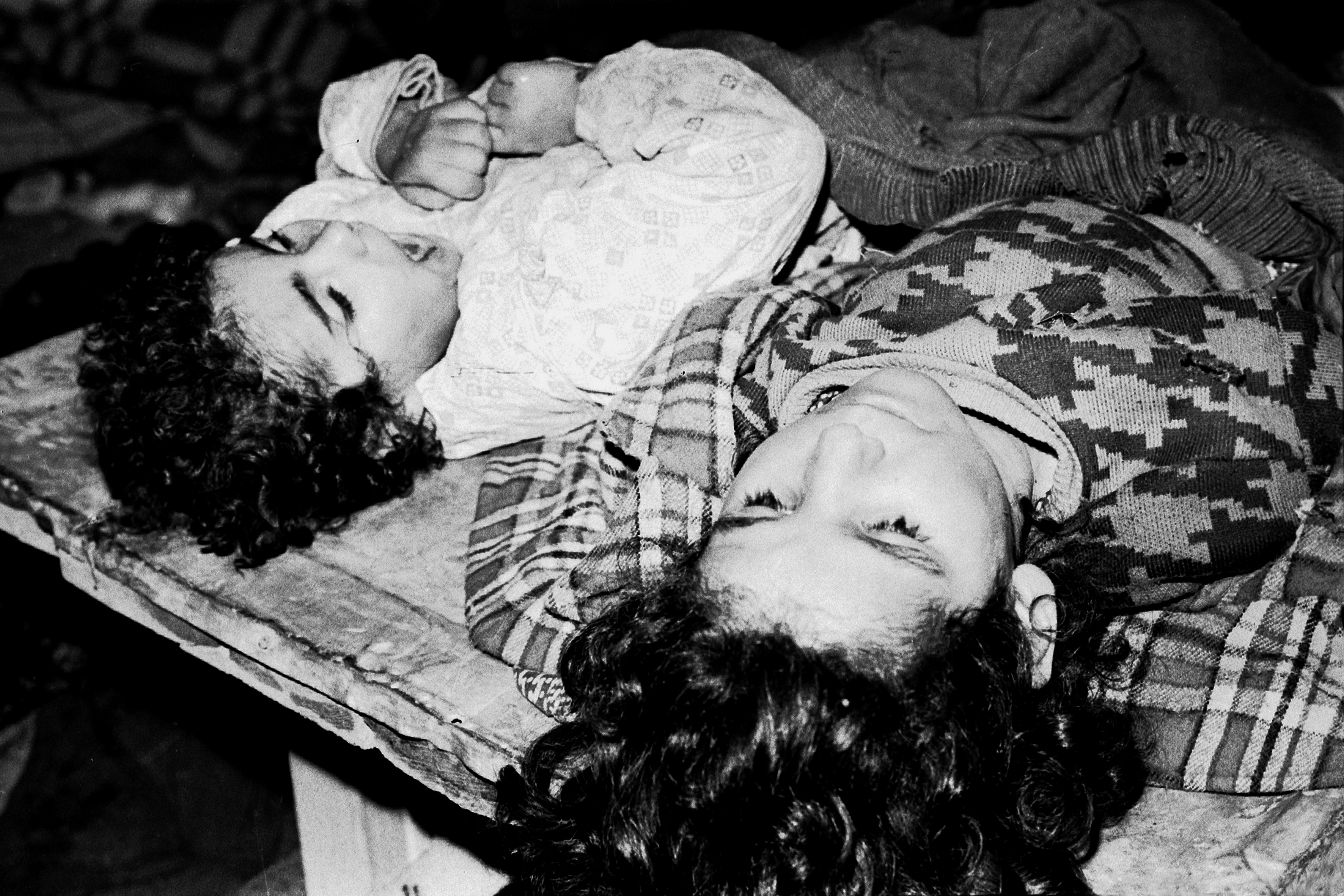
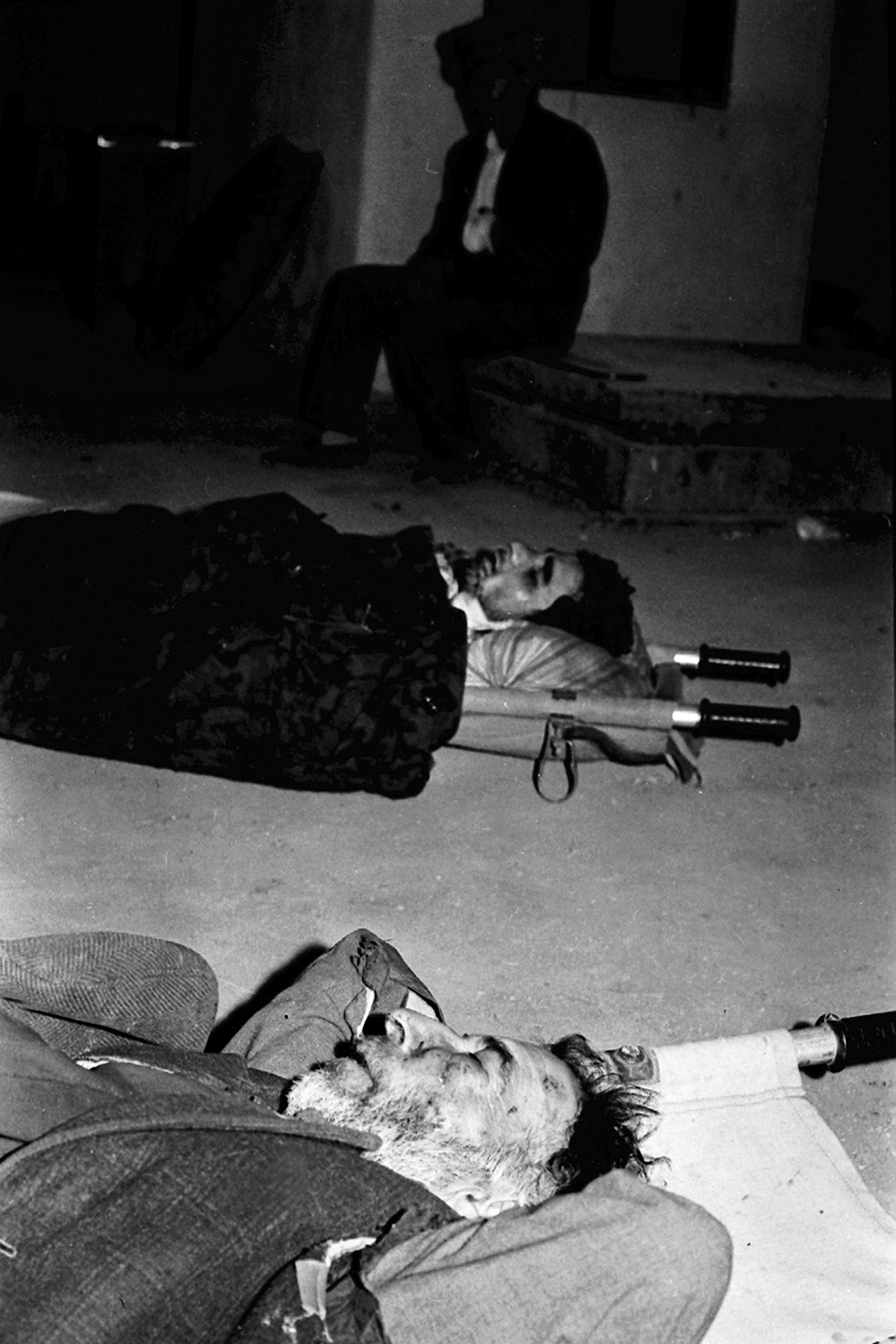
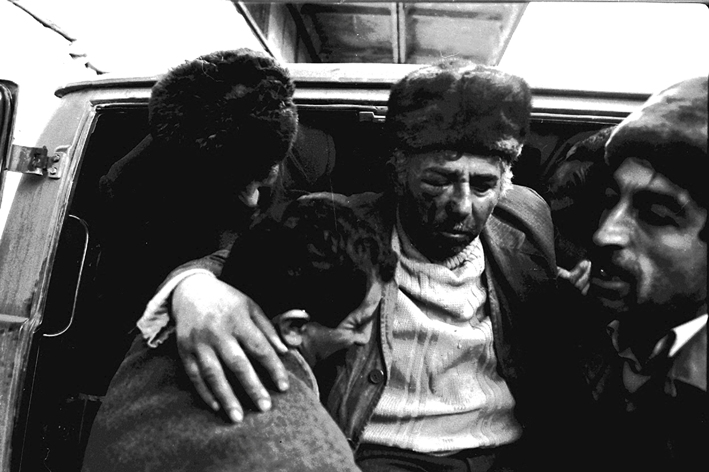
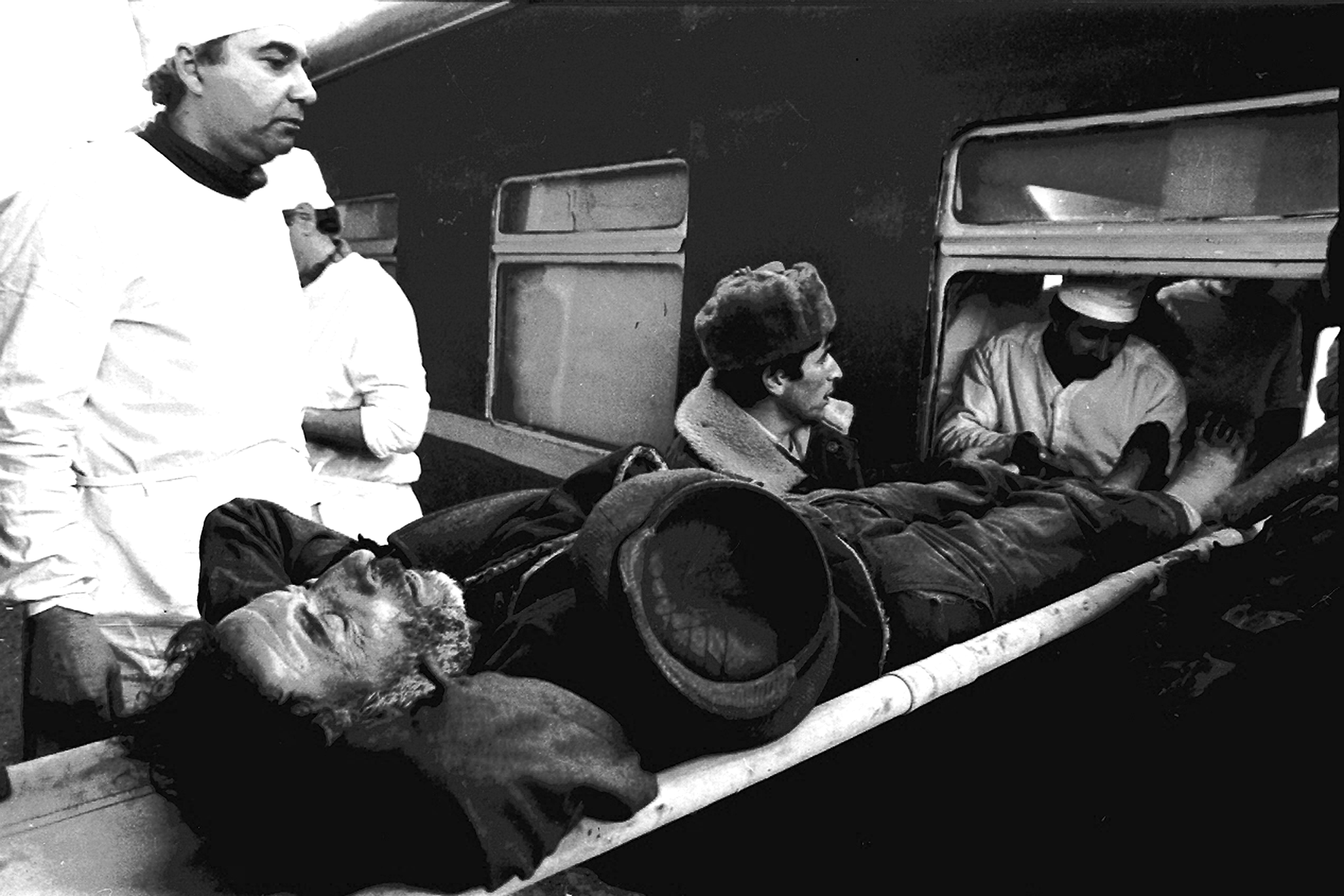
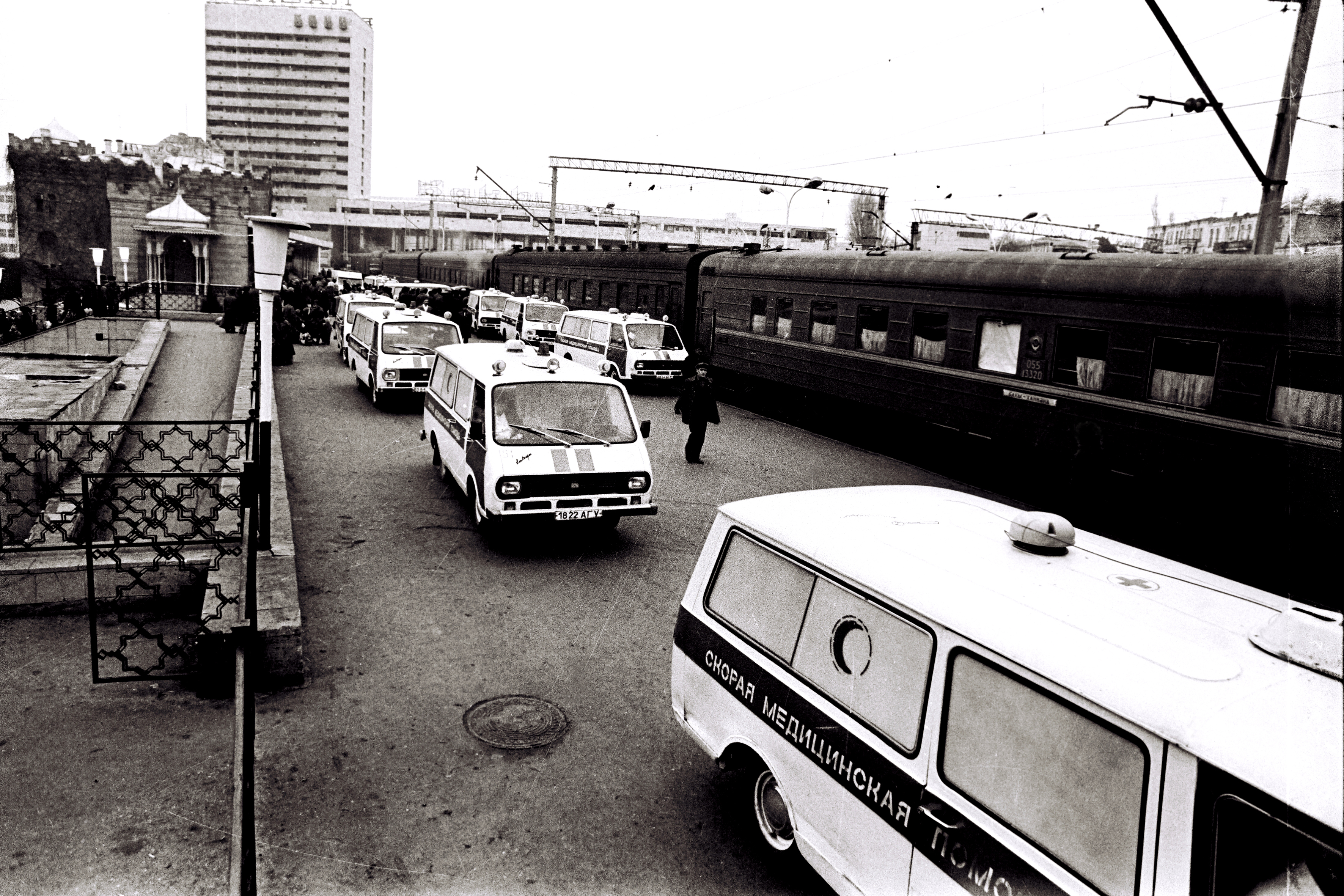

## Internationale reacties
Het bloedbad van Chodzjali werd door Human Rights Watch beschreven als "het grootste bloedbad tot op heden in het conflict" in een rapport over Nagorno-Karabach. Memorial, een mensenrechtenorganisatie uit Moskou, schreef in hun rapport dat de massaslachting van burgers in Chodzjali onder geen enkele omstandigheid zou kunnen worden gerechtvaardigd en dat de acties van Armeense militanten een grove overtreding waren van een aantal internationale basis-mensenrechtenconventies. Bij het schatten van het aantal doden in het bloedbad, werd door Human Rights Watch gesteld: "er zijn geen exacte aantallen voor het aantal Azerbeidzjaanse burgers die gedood zijn bij het conflict omdat Karabachse Armeense troepen de controle over het gebied verkregen na het bloedbad". Een rapport van Human Rights Watch uit 1993 stelde het aantal doden vast op ten minste 161, hoewel in latere rapporten het aantal doden wordt gesteld op ten minste 200. Volgens Human Rights Watch wordt breed aangenomen dat 200 Azerbeidzjanen werden vermoord, maar dat mogelijk wel 500 tot 1.000 kunnen zijn omgekomen.
In de geschreven verklaring Nr. 324 stelden leden van het PACE uit Albanië, Azerbeidzjan, Turkije en het Verenigd Koninkrijk, samen met individuele leden uit Bulgarije, Luxemburg, Macedonië en Noorwegen: "Op 26 februari 1992 doodden Armenen de gehele bevolking van Chodzjali en verwoestten de stad volledig". De leden riepen de Assemblee op om het bloedbad van Chodzjali te erkennen als onderdeel van de "genocide die werd uitgevoerd door Armenen tegen de Azerbeidzjaanse bevolking".